# بطولة إفريقيا للملاكمة هواة فئة السيدات 2010
بطولة أفريقيا للملاكمة هواة فئة السيدات 2010 هي بطولة للملاكمة أقيمت من 23 إلى 28 مارس 2010 في مدينة ياوندي في الكاميرون.

## النتائج
| فئات                            | الميدالية الذهبية                       | الميدالية الفضية            | الميدالية البرونزية |
| وزن الذبابة الخفيفة (-48 كيلو)  | الكاميرون Christine Akoa Bengono        |                             |                     |
| وزن الذبابة (-\|51 كيلو)        | جمهورية الكونغو Esotia Rosette Ndongala | المغرب Meriem Rachidi       |                     |
| وزن الريشة (-57 كيلو)           | الجزائر Nezha Boumaraf                  | الكاميرون Christelle Ndiang |                     |
| وزن الخفيف (-60 كيلو)           | تونس ريم الجويني                        | المغرب محجوبة أوبتيل        |                     |
| الوزن الويلتر الخفيف (-64 كيلو) | الكاميرون Jeanine Mballa                |                             |                     |
| وزن الويلتر (-69 كيلو)          | الكاميرون Yannick Azangue               |                             |                     |
| وزن متوسط (-75 كيلو)            | تونس Wided Younsi                       | المغرب سميرة الحداد         |                     |